# Scifiworld
Scifiworld (i marknadsföring skrivet som SciFiWorld, även kallat Sci-Fi-mässan) är en film-, sci-fi- och spelmässa som äger rum årligen i Malmö, Stockholm, Göteborg och Helsingborg. Mässan har även arrangerats i Uppsala och hette tidigare The Scandinavian Sci-Fi, Game & Toy Convention (1997–2003) samt The Scandinavian Sci-Fi, Game & Film Convention (2004–2015). Scifiworld grundades av Jesper Isberg och arrangeras av Isberg Entertainment, där den första mässan hölls på Slagthuset i Malmö den 26–27 april 1997. 
Scifiworld utökades senare och hölls för första gången i Stockholm (på Sollentunamässan) den 26–27 oktober 2002, för första gången i Göteborg (på Svenska Mässan) den 13–14 mars 2004, för första gången i Helsingborg (på Sundspärlan) den 3–4 oktober 2009 och för första gången i Uppsala (på Fyrishov) den 12–13 september 2015. På mässan förekommer gäster som medverkat i kända filmer, utställare och författare. Andra återkommande inslag är cosplay-tävlingar och parader (kallade Scifiworld All-Star Parade), olika utställningar (filmrekvisita, filmbilar, fullskalerymdskepp med mera), Gaming Zones, workshops, frågestunder och utställare från hela världen som säljer produkter inom bland annat sci-fi, fantasy och skräck. Efter mässan i Göteborg i början av mars 2020 hade mässan uppehåll till början av maj 2022 i Malmö på grund av covid-19-pandemin i Sverige.

## Bilder

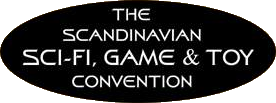
Logotypen 1997–2003.
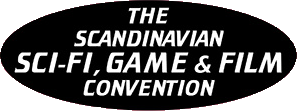
Logotypen 2004–2015.
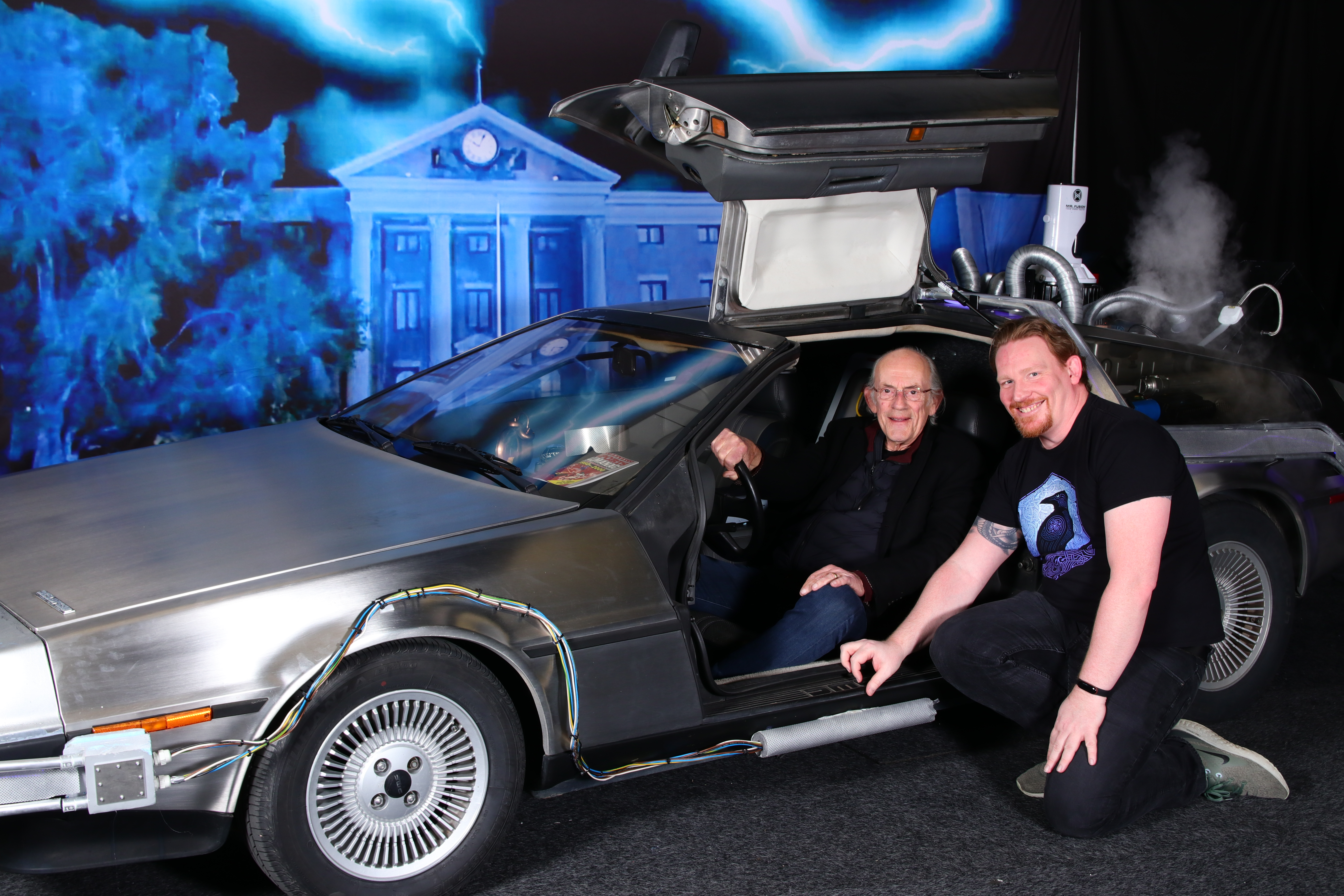
Christopher Lloyd i en Delorean på Scifiworld Göteborg 2020.
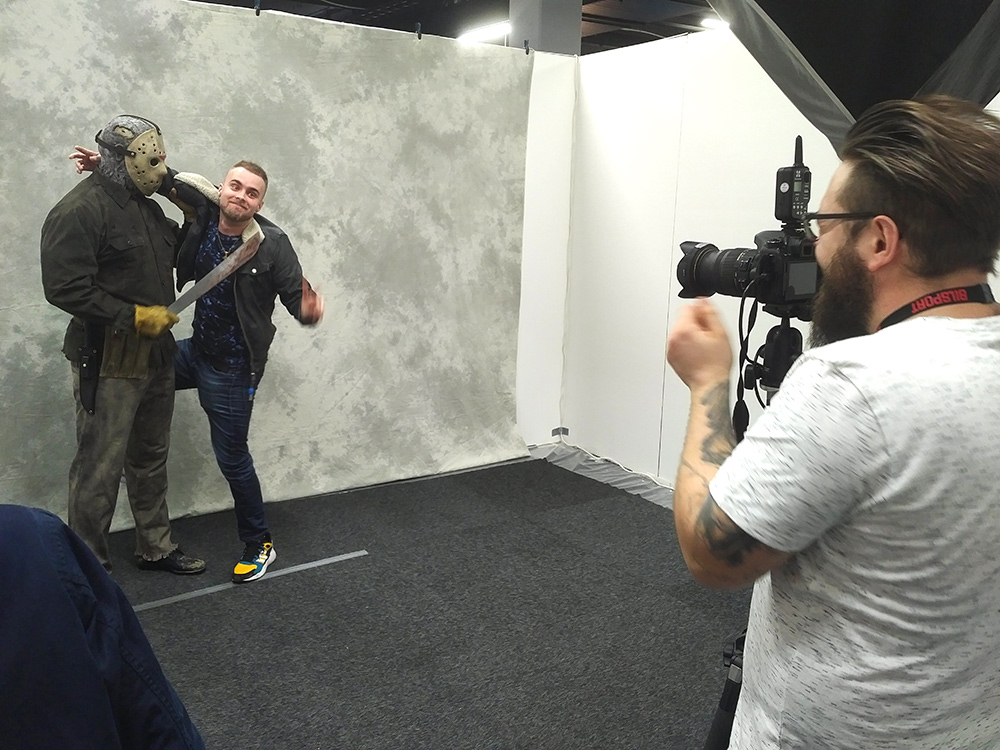
CJ Graham som Jason Vorhees på Scifiworld Göteborg 2020.
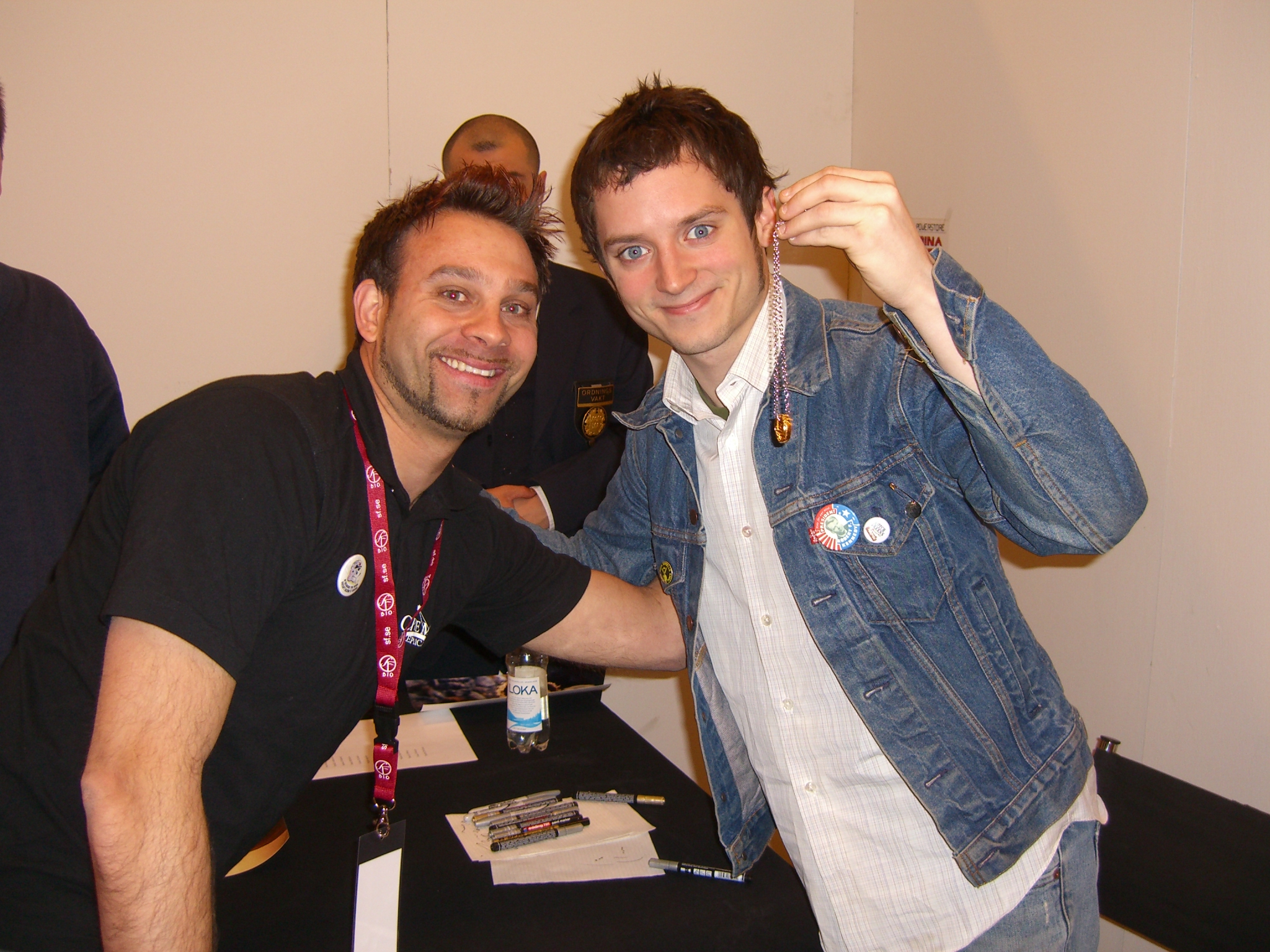
Elijah Wood från Sagan om Ringen på Scifiworld Göteborg 2006.
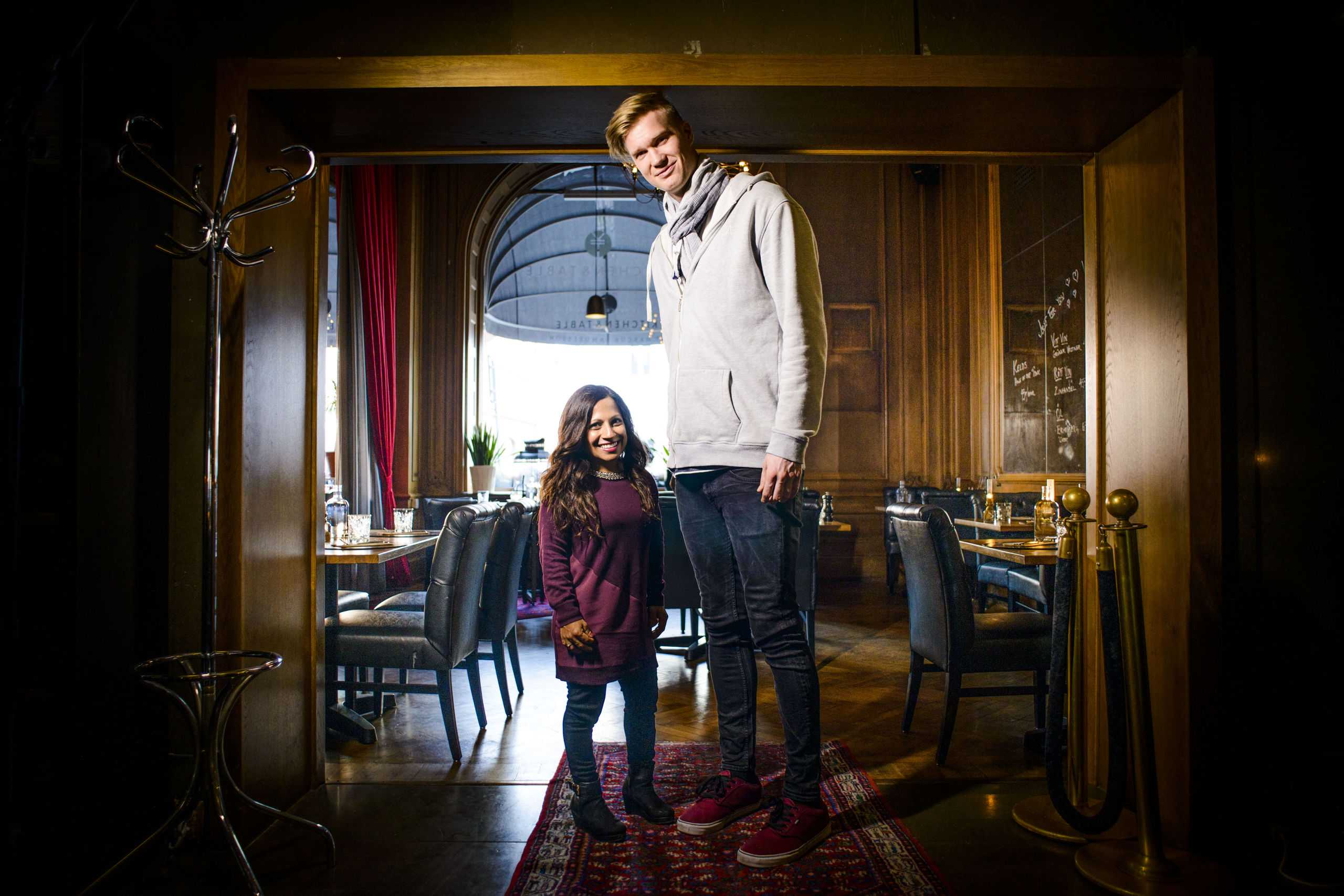
Joonas Suotamo (Chewbacca) och Arti Shah (Maz Kanata) på Scifiworld Helsingborg.
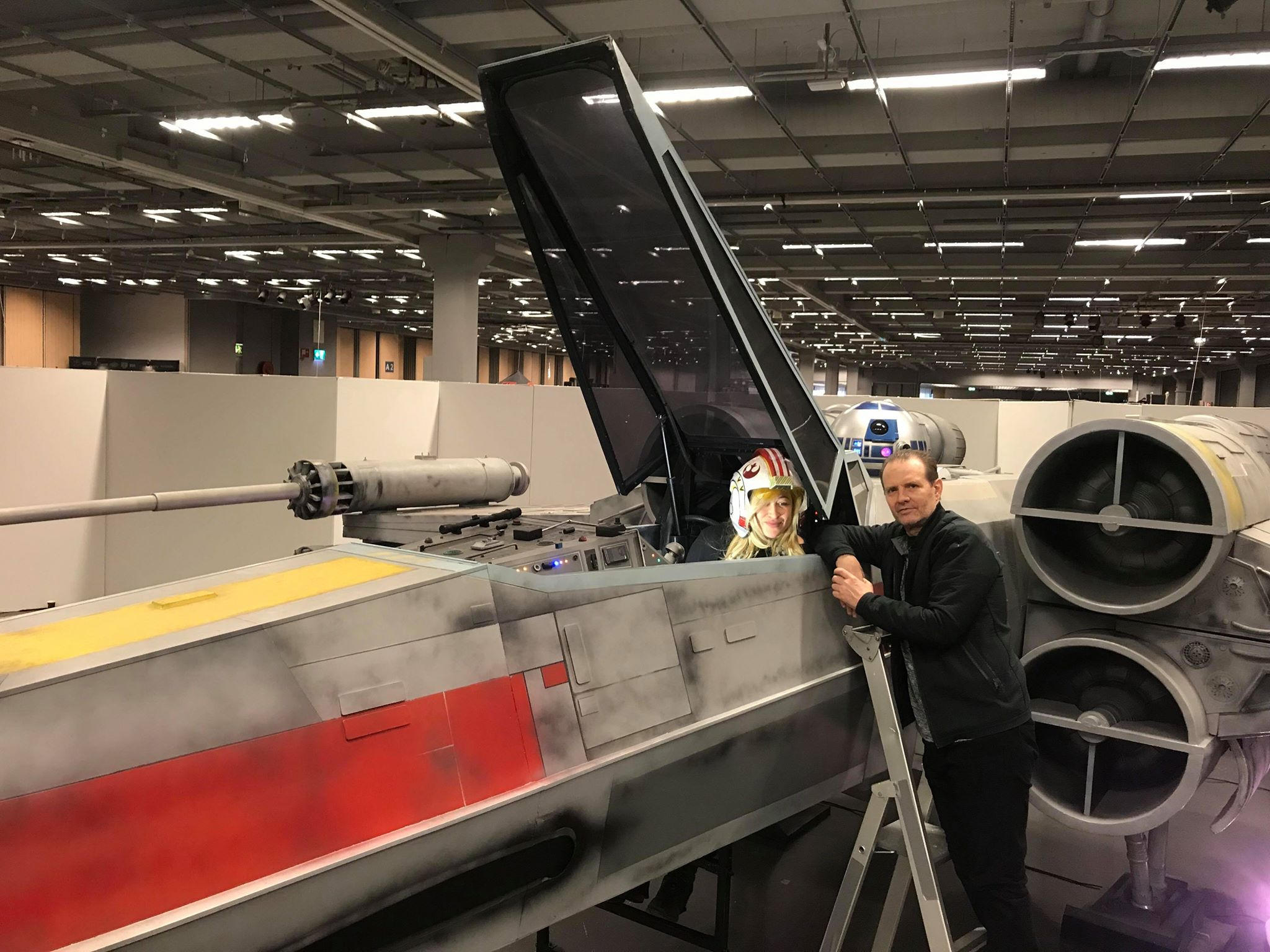
Michael Biehn och Jennifer Blanc-Biehn i en X-Wing på Scifiworld Stockholm 2019.
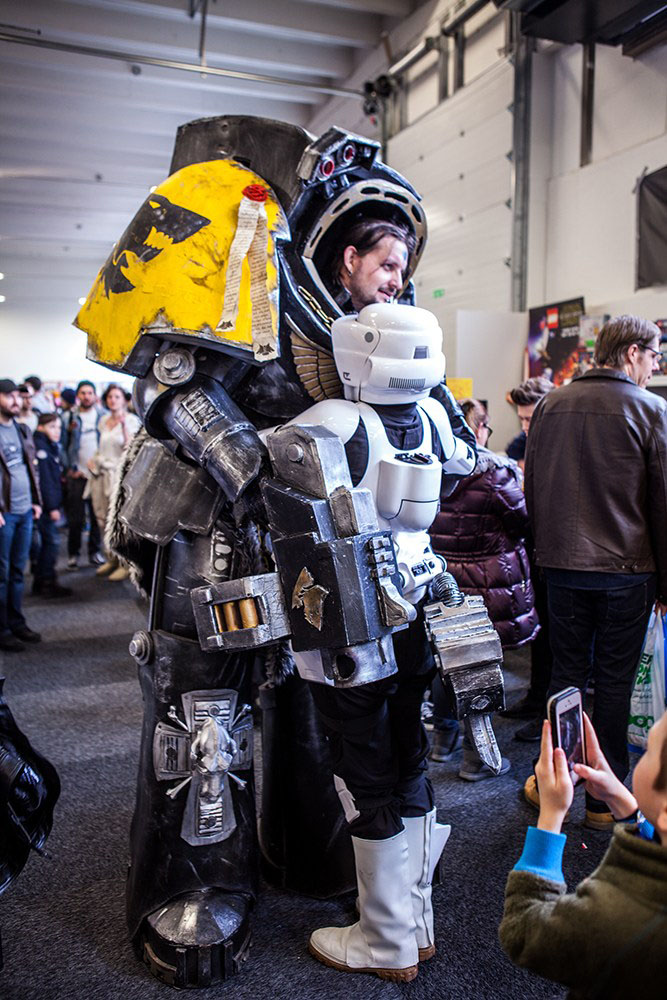
Cosplayare på Scifiworld Malmö.

## Platser
| Datum                | Plats                       | Gäster                                                                                        | Moderator        |
| -------------------- | --------------------------- | --------------------------------------------------------------------------------------------- | ---------------- |
| 1997                 | Slagthuset, Malmö           |                                                                                               |                  |
| 1998                 | Slagthuset, Malmö           |                                                                                               |                  |
| 1–2 maj 1999         | Slagthuset, Malmö           | James Hong, Jeremy Bulloch, Kenny Baker                                                       |                  |
| 29–30 april 2000     | Slagthuset, Malmö           | Peter Mayhew, Richard Kiel                                                                    |                  |
| 28–29 april 2001     | Slagthuset, Malmö           | David Prowse, Doug Bradley, Mike Edmonds                                                      |                  |
| 27–28 april 2002     | Slagthuset, Malmö           | David Barclay, Robert Englund                                                                 |                  |
| 26–27 oktober 2002   | Sollentunamässan, Stockholm | Jeremy Bulloch, Rutger Hauer, Kenny Baker                                                     |                  |
| 26–27 april 2003     | Slagthuset, Malmö           | Lou Ferrigno, Ray Park, Sala Baker                                                            |                  |
| 25–26 oktober 2003   | Sollentunamässan, Stockholm | Richard Kiel, Ray Park, Andy Serkis                                                           |                  |
| 13-14 mars 2004      | Svenska Mässan, Göteborg    | Doug Bradley, David Prowse, John Rhys-Davies                                                  |                  |
| 24- 25 april 2004    | Malmö Mässan, Malmö         | Warwick Davis, Billy Boyd, Ken Kirzinger                                                      |                  |
| 30-31 oktober 2004   | Sollentuna Mässan           | Warwick Davis, Ron Perlman, David Prowse, Sala Baker                                          |                  |
| 12-13 mars 2005      | Svenska Mässan, Göteborg    | Kenny Baker, Jeremy Bulloch, Robert Englund, Sala Baker                                       |                  |
| 7-8 maj 2005         | Malmö Mässan, Malmö         | John Rhys-Davies, Temuera Morrison, Peter Mayhew, David Carradine                             |                  |
| 29-30 oktober 2005   | Sollentuna Mässan           | John Rhys-Davies, Robert Englund, Peter Mayhew, Lawrence Makoare, Marina Sirtis               |                  |
| 4-5 mars 2006        | Svenska Mässan, Göteborg    | Elijah Wood, Ray Park, Craig Parker, Richard Kiel                                             | Christian Kinell |
| 6-7 maj 2006         | Malmö Mässan, Malmö         | Carl Weathers, Craig Parker, Paul Blake, Marc Singer, Mira Furlan                             | Christian Kinell |
| 4-5 november 2006    | Stockholmsmässan, Stockholm | Sean Astin, Jake Lloyd, David Prowse, Lou Ferrigno                                            | Christian Kinell |
| 10-11 mars 2007      | Malmö Mässan, Malmö         | Lance Henriksen, Julian Glover, Ian Whyte, Kiran Shah                                         | Christian Kinell |
| 28-29 april 2007     | Eriksbergshallen, Göteborg  | Billy Boyd, David Prowse, Verne Troyer, Robert Knepper                                        | Christian Kinell |
| 3-4 november 2007    | Stockholmsmässan, Stockholm | Anthony Daniels, Robert Knepper, Julian Glover, Gunnar Hansen                                 | Christian Kinell |
| 1-2 mars 2008        | Eriksbergshallen, Göteborg  | Linda Blair, Lance Henriksen, Michael Winslow, Kenneth Colley, Lawrence Makoare, Orli Shoshan | Christian Kinell |
| 5-6 april 2008       | Malmö Mässan, Malmö         | Brad Dourif, Mads Mikkelsen, Doug Bradley, Lorenzo Lamas, Andy Secombe                        | Christian Kinell |
| 1-2 november 2008    | Stockholmsmässan, Stockholm | Lance Henriksen, Carl Weathers, Danny Trejo, Richard Brooker, Matthew Russell Wood            | Christian Kinell |
| 7-8 mars 2009        | Svenska Mässan, Göteborg    | Danny Trejo, Mads Mikkelsen, Michael Biehn, David Barclay                                     | Christian Kinell |
| 28-29 mars 2009      | Malmö Mässan, Malmö         | Anthony Daniels, Edward Furlong, Christopher Judge, Gunnar Hansen                             | Christian Kinell |
| 3-4 oktober 2009     | Sundspärlan, Helsingborg    | Danny Trejo, Richard Kiel, Warwick Davis, Chris Sarandon                                      | Christian Kinell |
| 5-6 december 2009    | Stockholmsmässan, Stockholm | Edward Furlong, Edi Gatheg, Doug Bradley, Michael Ironside, Jeremy Bulloch                    | Christian Kinell |
| 6-7 mars 2010        | Svenska Mässan, Göteborg    | Michael Ironside, Peter Mayhew, Gunnar Hansen, Justin Chon, Maud Adams                        | Christian Kinell |
| 27-28 mars 2010      | Malmö Mässan, Malmö         | Robert Englund, Michael Biehn, Jeremy Bulloch, Andrew Sachs, Charlie Bewley                   | Christian Kinell |
| 27-28 november 2010  | Stockholmsmässan, Stockholm | Robert Englund, Edward Furlong, Joe Flanigan, Andrew Sachs, Kristanna Loken                   | Christian Kinell |
| 26-27 februari 2011  | Svenska Mässan, Göteborg    | Anthony Daniels, Kristanna Loken, Michael Beck, Lou Ferrigno                                  | Christian Kinell |
| 2-3 april 2011       | Stadionmässan, Malmö        | Billy Dee Williams, Michael Winslow, Maud Adams, Guy Siner                                    | Christian Kinell |
| 1-2 oktober 2011     | Svenska Mässan, Göteborg    | Robert Englund, Carl Weathers, Jenette Goldstein, Veronica Cartwright, Tim Rose               | Christian Kinell |
| 3-4 december 2011    | Stockholmsmässan, Stockholm | Billy Dee Williams, Michael Shanks, Tom Skerritt, Richard Gibson, Kim Hartman, Billy Bryan    | Christian Kinell |
| 3-4 mars 2012        | Stadionmässan, Malmö        | Lance Henriksen, Joe Flanigan, Kristanna Loken, Kane Hodder, Jenette Goldstein                | Christian Kinell |
| 31 mars-1 april 2012 | Svenska Mässan, Göteborg    | Lance Henriksen, George Lazenby, Joe Flanigan, David Faustino, Tommy Lee Wallace              | Christian Kinell |
| 6-7 oktober 2012     | Sundspärlan, Helsingborg    | Anthony Daniels, Marc Singer, Ian Whyte, Sid Haig, Noah Hathaway                              | Christian Kinell |
| 1-2 december 2012    | Stockholmsmässan, Stockholm | George Lazenby, Temuera Morrison                                                              | Christian Kinell |